# アイヲクダサイ
「アイヲクダサイ」は、ONE☆DRAFTの5枚目のシングルである。2009年1月14日発売。発売元はソニー・ミュージックアソシエイテッドレコーズ。

## 概要
- 前作から5ヶ月ぶりのリリース。
- もともと発売日は2008年11月19日だったが、一度12月3日に延期され、さらに2009年1月14日に延期されている。
- 配信では合計50万ダウンロードを記録、オリコンチャートではシングルとして自己最高の14位を記録。初動売上もシングルでは最高となった。

## 収録曲
1. アイヲクダサイ
  - 作詞・作曲：LANCE、RYO／編曲：CHOKKAKU
  - テレビ東京系「スキバラ」2008年11月度エンディングテーマ
  - デビューシングル「フルサト」の頃から存在していた楽曲でライブではたびたび歌われていたが、CD音源がなかった楽曲。
2. 二人 (そら)
  - 作詞・作曲：LANCE／編曲：CHOKKAKU
  - 「二人」という字をくっつけると「天」という字になり、その「天」という字を「そら」と読ませる楽曲。
3. JUMP
  - 作詞・作曲：LANCE、RYO／編曲：EQ
4. HAPPY BIRTHDAY（隠しトラック）
  - 作詞・作曲：LANCE
  - 「JUMP」の演奏終了後に収録されている隠しトラック。2分台の短い曲だが、前後に会話が入っている為に全て合わせると4分を超える。